# Barbus arabicus
Barbus arabicus és una espècie de peix cipriniforme de la família dels ciprínids que es troba des del Iemen fins al sud-oest de l'Aràbia Saudita.